# Iznogoedh
Iznogoedh (uitspreken als "is no good" met een Frans accent) is een Franse stripreeks uit 1962 bedacht door Jean Tabary (tekeningen) en René Goscinny (scenario) met in de hoofdrol grootvizier Iznogoedh. De Nederlandstalige uitgaven zijn verschenen bij verschillende uitgeverijen.

## Inhoud
Grootvizier Iznogoedh wil absoluut "Kalief worden in plaats van de Kalief". Arglistig probeert hij met alle beschikbare middelen kalief Haroen el Poessah uit te schakelen en zelf de troon te bestijgen. Zijn moordpogingen falen echter altijd. De humor in de stripreeks is gebaseerd op het feit dat het mislukken van alle moordpogingen op de kinderlijk naïeve kalief op louter toeval schijnt te berusten of door de ongebruikelijke inspanningen van zijn grootvizier, waardoor Iznogoedh nog verder in de gunst van de kalief stijgt. Dit zint hem in het geheel niet en drijft hem tot waanzin en tot het plannen van een volgende moordpoging.
Iznogoedhs onvrijwillige medeplichtige bij alle aanslagen is de enigszins domme, luie en geldzuchtige Ali del Dehrel. In verschillende verhalen verschijnen de auteurs als bijfiguren.
De verhalen van Iznogoedh bevatten tal van woordspelingen. Het is na Asterix en Lucky Luke de succesvolste reeks van Goscinny. Van Iznogoedh werden wereldwijd 10 miljoen albums verkocht.

## Geschiedenis
Iznogoedh werd door René Goscinny bedacht als een personage voor de verhalenreeks rond De kleine Nicolaas. Nadat Goscinny en Tabary al voor een aantal projecten hadden samengewerkt, startten ze in 1962 een stripreeks rond de kalief. De reeks verscheen aanvankelijk in Record, maar verhuisde in 1968 naar Pilote, dat opgericht werd door Goscinny.
Na Goscinny's dood in 1977 nam Tabary ook de scenario's voor zijn rekening. Hij gaf de strips in eigen beheer uit, waarvoor in 1979 de uitgeverij Éditions Tabary werd opgericht. Na 27 albums gaf hij in 2008 de fakkel door aan zijn kinderen: Nicolas nam het tekenwerk over, Stéphane en Muriel ontfermden zich over de scenario's.
Sinds 1992 bestaat er een Franse "prijs" die genoemd is naar Iznogoedh: de Prix Iznogoud. Die wordt uitgereikt aan een persoon die er niet in slaagde de macht te grijpen, zoals Iznogoedh. In 2004 reikte de juryvoorzitter, André Santini, de prijs aan zichzelf uit omdat hij de regionale verkiezingen in Île-de-France niet kon winnen.
In 1995 verscheen een tekenfilmserie, in 2005 een langspeelfilm. De film trok in Frankrijk 2,5 miljoen bezoekers.

## Albums
1. Grootvizier Iznogoedh
2. De listen en lagen van grootvizier Iznogoedh
3. De vakantie van de kalief
4. Iznogoedh de verrader
5. Lancering van de grootvizier
6. Gekonkel in het kalifaat
7. De wortel van het kwaad
8. Het magische tapijt
9. Kalief in plaats van Kalief?
10. De staatsgreep van Iznogoedh
11. De koppigheid van Iznogoedh
12. De legpuzzel van Iznogoedh
13. Kalief in plaats van de Kalief?
14. Les Cauchemars d'Iznogoud - deel 1 †
15. L'Enfance d'Iznogoud †
16. Iznogoud et les Femmes †
17. Les Cauchemars d'Iznogoud (bis) †
18. Le Complice d'Iznogoud †
19. L'Anniversaire d'Iznogoud †
20. Enfin Calife! †
21. Le Piège de la Sirène †
22. Les Cauchemars d'Iznogoud - deel 2 †
23. Les Cauchemars d'Iznogoud - deel 3 †
24. Les Retours d'Iznogoud †
25. Qui a tué le Calife? †
26. Un Monstre Sympathique †
27. La Faute de l'ancêtre †
28. Les Mille et une Nuits du Calife †

† Niet in het Nederlands verschenen

## Tekenfilmserie

### Algemeen
In 1995 is een 52-delige tekenfilmserie ontwikkeld gebaseerd op de stripreeks. Eén filmpje duurt 13 minuten. Enkele details uit de stripreeks zijn echter aangepast. Er komen bijvoorbeeld geen gehandicapte (bijvoorbeeld eenbenige) personen in voor. En in tegenstelling tot de strips, behield de tekenfilm in Nederland zijn originele naam, Iznogoud. Ook Ali del Dehrel behield zijn originele naam Dilat Larath. Verder werd Iznogouds spreuk "ik wil Kalief zijn in plaats van de Kalief" vervangen door "ik wil Sultan zijn in plaats van de Sultan".
De serie werd in Amerika en Frankrijk (de landen van productie) in 1995 uitgezonden. In Nederland werd de serie rond 2000 voor het eerst uitgezonden op Fox Kids, dat tegenwoordig bekendstaat als Disney XD. De serie werd tijdens zijn eerste run op Fox Kids in het Engels (en tevens Nederlands ondertiteld) uitgezonden. Rond 2002/2003 kwam Fox Kids met een Nederlands gesproken versie.
De serie werd geproduceerd door Saban Entertainment.

### Stemmen
| Personage                                    | Nederlandse versie    | Amerikaanse versie | Franse versie    |
| -------------------------------------------- | --------------------- | ------------------ | ---------------- |
| Iznogoud                                     | Huub Dikstaal         | Steve Kramer       | Gérard Hernandez |
| Dilat Larath (Engelse versie: Adoehlaf Alot) | Reinder van der Naalt | Joey Camden        | Henri Guybet     |
| Sultan Haroen el Poessah                     | Jon van Eerd          | ?                  | Luq Hamet        |

## Buitenlandse namen
Iznogoedh heet in de andere talen
- Duits: Isnogud
- Engels: Iznogoud
- Fins: Ahmed Ahne (ahne betekent "hebberig")
- Frans: Iznogoud
- Grieks: Ιζνογκούντ (Isnogúd)
- Nederlands: Iznogoedh

## Dvd's
Alle dvd's zijn Nederlandstalig, uitgebracht door Company of Kids en hebben een speelduur van tachtig minuten per dvd.
| Volume                       | Afleveringen | Releasedatum |
| ---------------------------- | ------------ | ------------ |
| Deel 1 - Het onzichtbare bed | 01 t/m 04    | 2005         |
| Deel 2 - Gekwaak in de nacht | 05 t/m 08    | 2005         |
| Deel 3 - Gouden vingers      | 09 t/m 12    | 2005         |